# Інгулець (футбольний клуб)
Футбольний клуб «Інгулець» — професійний футбольний клуб, який представляє селище Петрове Кіровоградської області. Заснований 2013 року. До лютого 2015 року мав назву «Агрофірма П'ятихатська» і базувався в смт Володимирівка Олексадрійського району. У 2019 році клуб став першим в історії українського футболу, який вийшов у фінал кубка України з другого за рангом  дивізіону. Впродовж трьох сезонів  (2020/21, 2021/22 та 2022/2023) виступав в українській Прем'єр-лізі.

## Історія
Аматорський рівень

Емблема клубу до 2015 року

Клуб був заснований 2013 року під назвою «Агрофірма П'ятихатська», оскільки спонсором команди є ТзОВ «Агрофірма П'ятихатська» — одне з найбільших аграрних підприємств Кіровоградської області, а президентом клубу — президент даного підприємства Олександр Поворознюк. Першого ж сезону команда стала срібним призером Чемпіонату Кіровоградської області з футболу, а потім  — володарем Кубка голови Дніпропетровської ОДА, Кубка Жовтих Вод, Об'єднаного Кубка і Кубка голови Петрівської райдержадміністрації. У наступному році команда продовжила отримувати трофеї і стала переможцем Кубка України серед аматорів, Чемпіонату Кіровоградської області, Кубка Кіровоградської області. Були завойовані другі місця у турнірі «UFI & Zorya-Cup» і Чемпіонату України серед аматорів. Президент клубу Олександр Поворознюк ініціював створення дитячих футбольних команд у кожному населеному пункті Петрівського району. В лютому 2015 року клуб було перейменовано на «Інгулець».
Виступи у Другій лізі

Емблема клубу
2015—2017

У сезоні 2015/16 команда розпочала виступи на професійному рівні у Другій лізі чемпіонату України. Літньо-осінню частину свого першого професійного турніру «Інгулець» завершив на 5-му місці в таблиці, після чого 1 жовтня у відставку разом зі тренерським штабом подав головний тренер команди Віктор Богатир. Після набуття клубом професіонального статусу в аматорських змаганнях продовжила виступи команда «Інгулець-2».
У своєму першому сезоні в Другій лізі України команда тримала найвищу позицію протягом декількох стартових турів, але потім поступилася ковалівському «Колосу». У підсумку, набравши 50 очок, «Інгулець» посів 3 місце у турнірній таблиці, обігнавши «Буковину». Клуб отримав змогу підвищится в класі і перейти у вищій дивізіон — Першу лігу. Також команда дебютувала у Кубку України і досягла 1/16 фіналу, обігравши завдяки голам Олександра Мішуренка і Віталія Колєснікова СКК «Демня» і поступившись на наступному етапі «Волині». До клубу приєдналися перші легіонери: грузини Ніка Сітчінава і Гіоргі Кобуладзе та камерунець Арман Кен Елла.

## Статистика виступів
| Сезон   | Ліга    | М       | І   | В   | Н  | П  | ГЗ  | ГП  | О   | Кубок України | Примітка                  |
| ------- | ------- | ------- | --- | --- | -- | -- | --- | --- | --- | ------------- | ------------------------- |
| 2015–16 | Друга   | 3 з 14  | 26  | 14  | 8  | 4  | 37  | 16  | 50  | 1/16 фіналу   | Підвищення                |
| 2016–17 | Перша   | 13 з 18 | 34  | 10  | 8  | 16 | 33  | 45  | 38  | 1/32 фіналу   |                           |
| 2017–18 | Перша   | 4 з 18  | 34  | 21  | 6  | 7  | 46  | 20  | 69  | 1/16 фіналу   |                           |
| 2018–19 | Перша   | 7 з 15  | 28  | 11  | 9  | 8  | 35  | 32  | 42  | Фінал         |                           |
| 2019–20 | Перша   | 3 з 16  | 30  | 17  | 9  | 4  | 47  | 22  | 60  | 1/4 фіналу    | Підвищення                |
| 2020–21 | Прем'єр | 12 з 14 | 26  | 5   | 11 | 10 | 24  | 39  | 26  | 1/16 фіналу   |                           |
| 2021–22 | Прем'єр | 14 з 16 | 17  | 3   | 4  | 10 | 13  | 28  | 13  | 1/16 фіналу   | [5][6]                    |
| 2022–23 | Прем'єр | 14 з 16 | 30  | 8   | 7  | 15 | 22  | 34  | 31  | — [7]         | Пониження (стикові матчі) |
| 2023–24 | Перша   | 1 з 20  | 28  | 21  | 4  | 3  | 60  | 17  | 67  | 1/32 фіналу   | Підвищення                |
| 2024–25 | Прем'єр | 15 з 16 | 30  | 5   | 9  | 16 | 21  | 47  | 24  | 1/16 фіналу   | Пониження                 |
| Усього  | Усього  | Усього  | 283 | 115 | 75 | 93 | 338 | 300 | 420 |               |                           |

## Досягнення

### На професійному рівні
Кубок України:
- Фіналіст: 2018/19

Перша ліга:
- Чемпіон: 2023/24
- Бронзовий призер: 2019/20

Друга ліга:
- Бронзовий призер: 2015/16

### На аматорському рівні
- Володар кубка України серед аматорів: 2014
- Срібний призер чемпіонату України серед аматорів: 2014
- Чемпіон Кіровоградської області: 2014
- Срібний призер Кіровоградської області: 2013
- Володар Кубка Кіровоградської області: 2014
- Переможець всеукраїнського відбіркового турніру до 9-го розіграшу Кубка Регіонів УЄФА: 2014
- Срібний призер турніру «UFI & Zorya-Cup»: 2014
- Володар Об'єднаного Кубка (володарі Кубків Миколаївської області та губернатора Дніпропетровської області): 2013
- Володар Кубка губернатора Дніпропетровщини: 2013
- Володар Кубка Жовтих Вод: 2013
- Володар Кубка голови Петрівської райдержадміністрації:

Кращі бомбардири команди на професійному рівні (після сезону 2023/2024)
| # | Ім'я                | Період    | голи |
| - | ------------------- | --------- | ---- |
| 1 | Олександр Акименко  | 2017-2019 | 41   |
| 2 | Ніка Сітчінава      | 2016-2021 | 33   |
| 3 | Олександр Мішуренко | 2015-2020 | 26   |
| 4 | Олександр Козак     | 2018-н.ч. | 17   |

Гвардійці команди
| # | Ім'я                | Період               | Ігри |
| - | ------------------- | -------------------- | ---- |
| 1 | Євген Запорожець    | 2015-2023            | 231  |
| 2 | Олександр Козак     | 2018-н.ч.            | 138  |
| 3 | Ніка Сітчінава      | 2016-2021            | 134  |
| 4 | Олександр Мішуренко | 2015-2020            | 130  |
| 5 | Олександр Кучеренко | 2017-2021, 2022-2023 | 125  |

## Інфраструктура

### Стадіон
Відкриття стадіону «Інгулець» відбулося влітку 2014 року. Першою офіційною грою на даному стадіоні став матч «Інгулець» — «Арсенал-Київ», який відбувся 13 липня 2014 року в рамках попереднього етапу Кубка України серед аматорських команд.
На території стадіону розташований адміністративний корпус (на першому поверсі є роздягальні для господарів і гостей, кімната для арбітрів; на другому — VIP-ложа, конференц-зал, кімнати для диктора та відеооператора). На стадіоні функціонує сучасна система поливу футбольного поля. Він вміщує 1720 глядачів.

### База
Навчально-тренувальна база футбольного клубу — двохповерховий житловий корпус, розташований в центрі села Володимирівка. На першому поверсі розміщено їдальню, на другому — кімнати для проживання футболістів, тренажери, зал для проведення теоретичних занять, більярдні та тенісний столи.
Неподалік житлового корпусу бази знаходяться тренувальні поля зі штучним та природним покриттям.

## Склад команди
Станом на 11 серпня 2025  року відповідно до офіційної заявки на сайті ПФЛ
| №  | Поз. | Нац.    | Гравець                        |
| -- | ---- | ------- | ------------------------------ |
| 1  | ВР   | Україна | Антон Жилкін                   |
| 12 | ВР   | Україна | Дмитро Панченко                |
| 24 | ВР   | Україна | Олексій Слуцький               |
| 2  | ЗХ   | Україна | Станіслав-Нурі Малиш (капітан) |
| 3  | ЗХ   | Україна | Олександр Дихтярук             |
| 4  | ЗХ   | Україна | Віталій Дубілей                |
| 17 | ЗХ   | Україна | Віталій Катрич                 |
| 21 | ЗХ   | Україна | Артем Бенедюк                  |
| 44 | ЗХ   | Україна | Олександр Жовтенко             |
| 88 | ЗХ   | Україна | Крістіан Свистун               |
| 7  | ПЗ   | Україна | Віталій Фарасєєнко             |
| 8  | ПЗ   | Україна | Олександр П'ятов               |

| №  | Поз. | Нац.    | Гравець              |
| -- | ---- | ------- | -------------------- |
| 10 | ПЗ   | Україна | Валерій Сад          |
| 11 | ПЗ   | Україна | Владислав Чабан      |
| 14 | ПЗ   | Україна | Андрій Меленчук      |
| 20 | ПЗ   | Україна | Роман Волохатий      |
| 42 | ПЗ   | Україна | Ілля Гаджук          |
| 59 | ПЗ   | Україна | Богдан Могильний     |
| 77 | ПЗ   | Україна | Дмитро Касімов       |
| 87 | ПЗ   | Україна | Максим Скороход      |
| 91 | ПЗ   | Україна | Ярослав Рязанцев     |
| 9  | НП   | Україна | Сергій Кисленко      |
| 13 | НП   | Україна | Олександр Поворознюк |
| 55 | НП   | Україна | Микита Дзень         |

## Відомі гравці
| - В'ячеслав Піднебенной - Арман Кен Елла - Артур Новотрясов - Олександр Акименко - Младен Бартулович | - Кирило Дорошенко - Геннадій Ганєв - Ніка Сітчінава - Владислав Лупашко - Олександр Мішуренко |

## Фарм-клуби

### Інгулець-2
«Інгулець-2» був заснований 2015 року після того, як «Інгулець» отримав професійний статус, а його фарм-клуб продовжив виступи в Аматорському чемпіонаті України 2015 року. Після цього клуб виступав у Аматорському кубку України 2015 року та Чемпіонаті України серед аматорів 2016 року.
За підсумками сезону 2015/16 «Інгулець» вийшов до першої ліги, після чого «Інгулець-2» отримав професіональний статус і був заявлений до Другої ліги, а в аматорський чемпіонат на наступний сезон заявили «Інгулець-3».

### Інгулець-3
«Інгулець-3» був заснований 2016 року, після того, як за підсумками сезону 2015/16 «Інгулець» вийшов до Першої ліги, а «Інгулець-2» отримав професіональний статус і був заявлений до Другої ліги. Команда була сформована із гравців, які раніше не мали досвіду виступів на професійному рівні. 21 серпня 2016 року команда дебютувала в Аматорському чемпіонаті України домашнім матчем проти ФК «Металіст 1925». Дебютний поєдинок команда програла з рахунком 1:2. Але зрештою вже в жовтні 2016 року команду було ліквідовано, а результати матчів за її участю анульовано.

## Цікаві факти
- Емблему «Інгульця» зразка 2015—2017 років у блозі на сайті «Трибуна» було включено до десятки найгірших в українському футболі.[13]